# Ma vraie vie à Rouen
Pour plus de détails, voir Fiche technique et Distribution.
Ma vraie vie à Rouen est un film français réalisé par Olivier Ducastel et Jacques Martineau, sorti en 2002.

## Synopsis
Étienne, un adolescent qui vit à Rouen avec sa mère et qui s'entraîne pour les championnats de France de patinage artistique, reçoit un caméscope numérique de sa grand-mère le jour son 16e anniversaire. Cela va alors lui permettre de filmer immédiatement sa vie quotidienne avec ses amis et sa mère, par jeu et pour se constituer des souvenirs. Il va s'intéresser à l'un de ses professeurs, qui serait selon lui un excellent compagnon pour sa mère, mais la relation qui s'installe entre eux va lui faire prendre conscience que son propre désir était plus ambigu qu'il ne le croyait.

## Fiche technique
- Titre : Ma vraie vie à Rouen
- Réalisation : Olivier Ducastel et Jacques Martineau
- Scénario : Olivier Ducastel et Jacques Martineau
- Production : Nicolas Blanc
- Musique : Philippe Miller
- Photographie : Pierre Milon et Matthieu Poirot-Delpech
- Montage : Sabine Mamou
- Pays d'origine :  France
- Format : couleurs - 1,37:1 - Dolby Digital
- Genre : comédie dramatique
- Durée : 102 minutes
- Date de sortie : 2002

## Distribution
- Ariane Ascaride : Caroline
- Jimmy Tavares : Étienne
- Jonathan Zaccaï : Laurent
- Hélène Surgère : La grand-mère
- Lucas Bonnifait : Ludovic
- Frédéric Gorny : L'homme de la falaise